# Charles Wimar
Karl Ferdinand Wimar, poi anglicizzato in Charles Wimar (Siegburg, 20 febbraio 1828 – Saint Louis, 28 novembre 1862), è stato un pittore e illustratore statunitense di origine tedesca.

## Biografia
Nato nella Prussia, nel 1843 emigrò con la famiglia negli Stati Uniti d'America, stabilendosi a Saint Louis. Attratto dalla pittura (aveva già cominciato a dipingere in Germania), divenne assistente del pittore di origine francese Leon Pomarede, e il suo soggetto artistico preferito divenne il Selvaggio West.
Nel 1850 tornò in Germania e si stabilì a Düsseldorf, divenendo uno dei pittori tedeschi più noti del periodo grazie ai soggetti "esotici" dei suoi ritratti. Divenne anche illustratore delle opere di James Fenimore Cooper. Rientrato negli Stati Uniti nel 1856, intraprese una serie di viaggi sul fiume Missouri per studiare gli usi e i costumi dei nativi americani, che ritrasse in numerosi dipinti.
Allo scoppio della guerra civile americana tornò a Saint Louis e ricevette una commissione per dipingere alcuni murali del municipio cittadino. Era ancora impegnato a completare l'opera quando l'anno successivo soccombette alla tubercolosi, contratta tempo prima.